# Lance Mackey

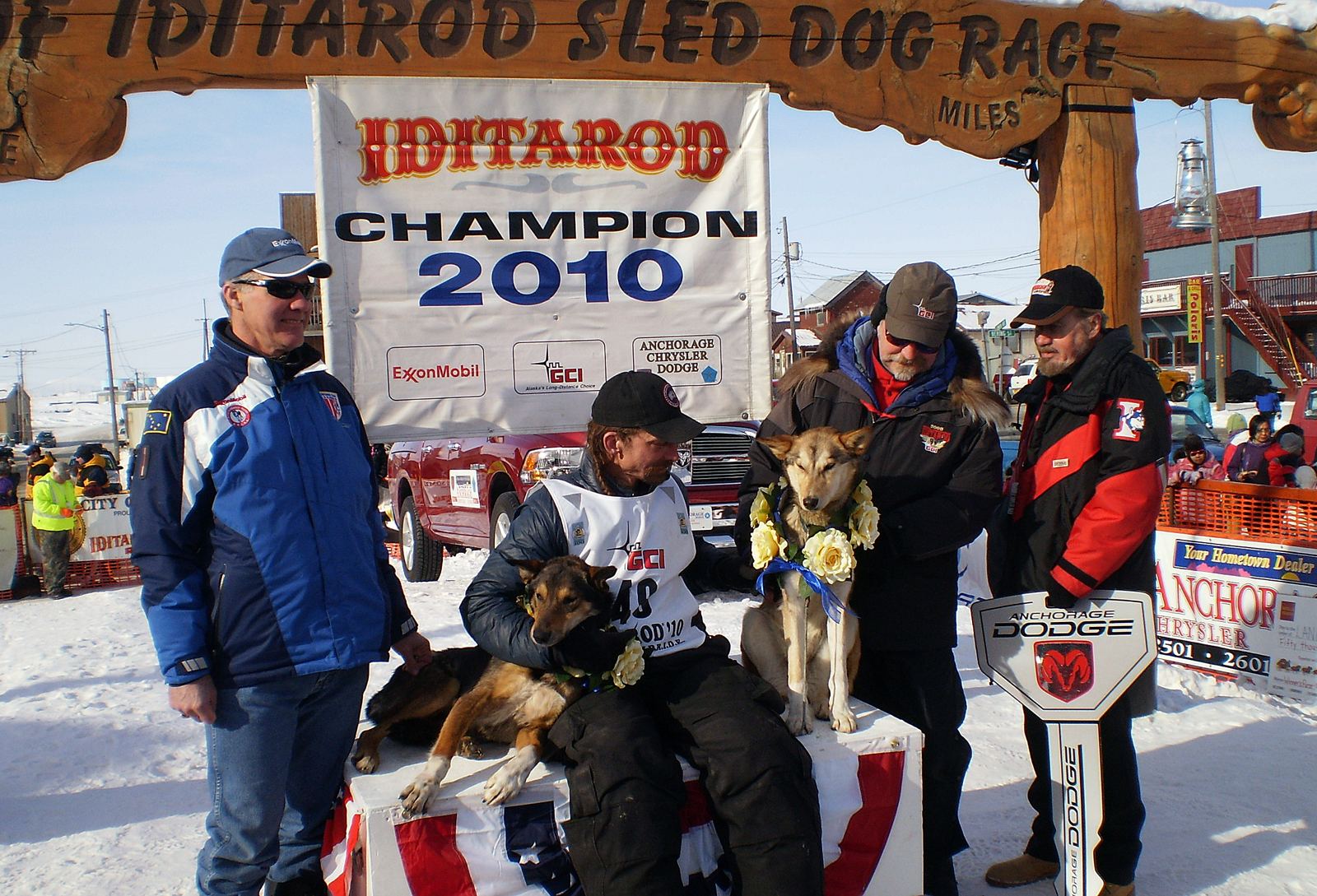
Lance Mackey vid mållinjen efter sin fjärde raka seger i Iditarod 2010.

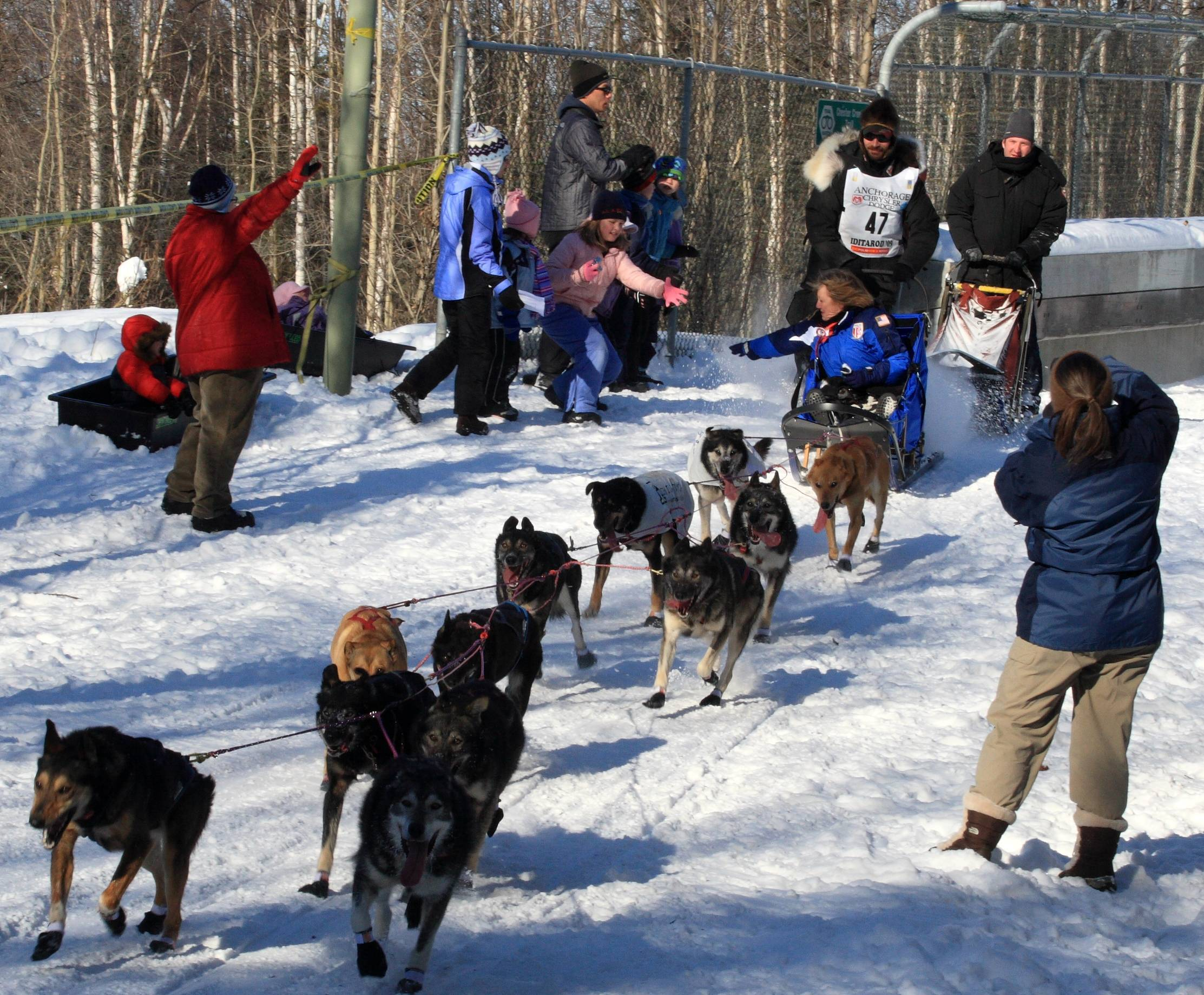
Mackey vid startlinjen för Iditarod.

Lance Mackey, född 2 juni 1970 i Wasilla, Alaska, död 7 september 2022 i Fairbanks, Alaska, var en amerikansk hundspannsförare som tävlade i slädhundstävlingar. Han har vunnit det 1600 km långa slädhundsracet Yukon Quest, samt det 1500 km långa Iditarod Trail Sled Dog Race, fyra gånger vardera.

## Karriär
År 2007 blev Mackey den första personen att samma år vinna både den 1600 km långa slädhundstävlingen Yukon Quest  som löper mellan Fairbanks och Whitehorse längs den gamla transportvägen under guldruschen i Klondike, och det 1500 km långa Iditarod Trail Sled Dog Race som sker till minne av den berömda slädhundsexpedition som levererade medicin till Nome 1925. Hans dubbla vinst var något som många ansåg vara en av de största prestationerna någonsin inom sporten då de två tävlingarna körs med endast en månads mellanrum. Han nominerades samma år till ESPY-priset (Excellence in Sports Performance Yearly Award) som delas ut av den amerikanska tv-kanalen ABC.
År 2008 vann Mackey den 322 km långa tävlingen Tustumena 200, samt sitt fjärde raka Yukon Quest och sitt andra raka Iditarod. Han vann även Veterinarians' Choice Award  och nominerades för andra gången till ESPY-priset. 2009 deltog Mackey inte i Yukon Quest, utan fokuserade istället på Iditarod där han vann tredje året i rad. 2010 var han tillbaka och tävlade i Yukon Quest och slutade på andra plats. Han vann samma år sitt fjärde raka Iditarod, något som aldrig tidigare åstadkommits.

## Biografi
Lance Mackey föddes den 2 juni 1970 i Alaska. Hans far, Dick Mackey, var också en slädhundsmusherare som var med och grundade Iditarod Trail Seppala Memorial Race, senare Iditarod Trail Sled Dog Race. Dick Mackey vann Iditarod 1978. Lance Mackeys äldre bror vann även racet 1983. Alla tre vinnare i Mackeyfamiljen vann Iditarodracet på sitt 6:e försök med nr 13 som startnummer.
Mackey började arbeta med slädhundar i tidig ålder och tävlade mellan 1985 och 1988 i Junior Iditarod Sled Dog Race, där han som bäst placerade sig på fjärde plats 1988. Han deltog i sitt första Iditarod 2001 och blev samma år diagnostiserad med strupcancer. Han genomgick därefter kirurgi och strålbehandling. Strålbehandlingen förstörde Mackeys salivkörtlar och han led av nervskador som ledde till att han fick vänster pekfinger bortopererat.
Asteroiden 43793 Mackey som upptäcktes av Carolyn Shoemaker och David H. Levy vid Palomarobservatoriet 1990, uppkallades efter Lance Mackey. Det har även gjorts en dokumentärfilm 2015 om hans karriär, The Great Alone.